# Seweryn Nalewajko

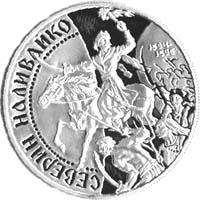
Rewers ukraińskiej monety 20 hrywien z wizerunkiem Nalewajki

Seweryn (Semerij) Nalewajko (Naliwajko) ukr. Северин Наливайко (ur. w Husiatynie, zm. 11 kwietnia 1597 w Warszawie) – kozacki ataman, przywódca powstania kozacko-chłopskiego na Ukrainie w latach 1595–1596.

## Życiorys
W starszej literaturze historycznej występuje jako Semen Nalewajko; w rzeczywistości nosił imię Semerij, co jest ukraińską oboczną formą imienia Seweryn.
Według legendy został ochrzczony w cerkwi pw. Świętego Onufrego w Husiatynie. Był synem kuśnierza z Husiatyna, który popadł w zatarg z magnatem Marcinem Kalinowskim i został zabity przez jego służbę. To spowodowało, że Seweryn Nalewajko wraz z matką przeniósł się do Ostroga. Tam pobierał nauki jako brat Demian, jednak przerwał naukę i zbiegł na Zaporoże. Początkowo jako setnik chorągwi nadwornej u Konstantego Ostrogskiego walczył przeciwko Kozakom, skąd też do nich zbiegł. Tam jako dowódca bandy łupieskiej wyprawiał się na Turków i Tatarów, pustosząc Mołdawię i Węgry. W czasie powstania Kosińskiego uczestniczył w 1593 roku w bitwie pod Piątkiem. 
W 1595 wykorzystując niepokoje miejscowych chłopów tzw. czerni, wywołane niedawnym powstaniem Kosińskiego, postanowił przemocą rozwiązać swój prywatny spór z Kalinowskim, co stało się zarzewiem kolejnej rewolty przeciw Rzeczypospolitej. Zdobył Mohylew i Słuck, dokonując licznych pogromów i rzezi mieszczan i Żydów. W porównaniu z innymi Kozakami charakteryzowało Nalewajkę szczególne okrucieństwo. 
Został pokonany przez hetmana Stanisława Żółkiewskiego w dniu 3 kwietnia 1596 roku w bitwie nad Ostrym Kamieniem i następnie po oblężeniu taboru w dniach 26 maja – 7 czerwca w bitwie pod Łubniami na uroczysku Sołonica, gdzie został pojmany przez własnych ludzi i oddany do niewoli, w zamian za darowanie życia i majątku części Kozaków. Następnie został przewieziony do Warszawy, gdzie po dziesięciomiesięcznym śledztwie i torturach skazano go na karę śmierci. Miał być ścięty i poćwiartowany. Wyrok wykonano na Górze Szubienicznej (na której wzniesiono ponad 200 lat później Cytadelę Warszawską).
Według opowieści, które do dziś są obecne wśród ludu ukraińskiego, Polacy mieli atamana upiec we wnętrzu miedzianego konia. Inna wersja mówiła o wole.

## Upamiętnienie
Seweryn Nalewajko jest bohaterem narodowym we współczesnej Ukrainie. Jego nazwiskiem nazwano ulice w wielu miastach, w szczególności na zachodzie kraju (m.in. we Lwowie i Winnicy), ma swoje pomniki. W 1998 Narodowy Bank Ukrainy wyemitował okolicznościową monetę o wartości 20 hrywien z jego wizerunkiem.